# Joseph Musiol
Joseph Musiol (Nikolai, 1865. június 22. – ?) sziléziai politikus. Célja Szilézia autonómiája volt, egy olyan országot képzelt el, mint Svájc: több népcsoport él egymás mellett, az ország mégis egységes. Ennek érdekében több szervezethez is csatlakozott. 1924 utáni életéről nincsenek információk.